# Viktorie Surmová
Viktorie Surmová (* 23. listopadu 1996 Praha) je česká zpěvačka, skladatelka.

## Životopis
Viktorie Surmová se narodila do česko-ukrajinské rodiny 23. listopadu 1996 v Praze. Od dětství se věnovala hudbě. Deset let studovala hru na violoncello na ZUŠ v Brandýse nad Labem, později v Benátkách nad Jizerou. Na základní i střední škole zpívala v pěveckých sborech. Po maturitě na gymnáziu, studovala od roku 2015 do roku 2019 klasický zpěv na konzervatoři. Od třinácti let začala zpívat v metalové kapele. Mluví několika jazyky. Jejím životním partnerem je Heri Joensen z kapely TÝR z Faerských ostrovů.

### Tvorba
- 2012 – alternace hlavní role Popelky ve stejnojmenné opeře, hudebního skladatele Zdeňka Zahradníka. Jako cellistka se v tomto roce také zúčastnila projektu „Martin Beck’s Induction“ ve studiu Rolanda Grapowa na Slovensku.
- 2014 – založení kapely Surmata, žánrově symphonic metal nebo metalová kapela. Skupina odehrála do roku 2017 několik koncertů, například v Praze v klubu Kain, vystupovala také na Mladoboleslavsku.[5]
- 2016 – zpívala s česko-venezuelskou metalovou skupinou Drunk with Pain, která byla založena roku 2015 sólovým kytaristou a zpěvákem Juanem Hernandezem v Brně,[6] byl natočen i videoklip v brněnském studiu Sonidos.
- 2016 – účinkování v mimickém sboru Divadla Na Vinohradech ve hře Její Pastorkyňa v divadelní sezóně 2016 – 2017.
- 2016 – nazpívala anglickou verzi skladby „Fenyklová panenka“ (Fennel bride) na kompilační album „The Spectrum“ ve spolupráci s českým muzikantem a kytaristou Tondou Bučkem z Brna.
- 2018 – založení kapely Surma společně s kytaristou a zpěvákem Heri Joensenem.[1] Kapela podepsala smlouvu s vydavatelstvím v USA Metal Blade Records.
- V roce 2019 žila rok se svým partnerem v Nizozemí. V listopadu roku 2020 vydala Surma debutové album „The Light Within“.[4]

Viktorie Surmová je známá v České republice i na Slovensku. Spolupracuje s dalšími interprety např. Rosa Nocturna, zpěvačka Blackwish (skladba „Blinding Sun“ ) z LatexJesus nebo Bohemian Metal Rhapsody. V roce 2023 navazuje spolupráci s ostravskou kapelou Metal Factory. 
Jako herečka má zkušenost s epizodními rolemi i v televizi (Tajemství staré bambitky, Ohnivý kuře, Soudce Barbara…).